# Celtic punk
Celtic Punk  (keltski punk) je vrsta folk punka, tj. podvrsta punk rocka, u kojem najvažniju ulogu imaju narodni instrumenti (najčešće se radi o Irskim) kao i sami folk-elementi.
Taj žanr nastao je u ranim 80-im, a tvorci su The Pogues, punkerski sastav iz Londona koji je slavio svoju irsku povijest.
Celtic punk sastavi najčešće sviraju obrade tradicionalnih irskih narodnih pjesama, kao i autorske skladbe u tom stilu. 
Glavne teme u takvim pjesmama uključuju Irsku, irsku povijest, irski republikanizam, irsku dijasporu, alkoholizam, ljubav, i opće teme iz života.
Tipični celtic punk sastav uključuje instrumente kao gajde, violinu, tin-whistle, harmoniku, mandolinu i banjo. Kao i celtic rock, i punk je vrsta keltske fuzije. Glavni centri zbivanja su gradovi poput Dublina, Glasgowa, Londona, Melbournea, Bostona, Philadelphije, Los Angelesa, New Yorka i Chicagoa.

## Sastavi
- Amadan
- Black 47
- Blood or Whiskey
- Charm City Saints
- Dropkick Murphys
- Everybody Out!
- Fiddler's Green
- Flatfoot 56
- Flogging Molly
- The Go Set
- Jackdaw
- The Levellers
- The Mahones
- Mill a h-Uile Rud
- Neck
- Orthodox Celts
- The Pogues
- The Prodigals
- The Real McKenzies
- Siobhan
- The Skels
- Street Dogs
- The Tossers
- Young Dubliners

## Sastavi u Hrvatskoj
- The Shamrock
- Paddy's Allstars
- Belfast Food
- The Pint
- Crom Dubh